# EC 1.12.98
La EC 1.12.98 è una sotto-sottoclasse della classificazione EC relativa agli enzimi. Si tratta di una sottoclasse delle ossidoreduttasi che include enzimi che utilizzano idrogeno come donatore di elettroni ed accettori noti.

## Enzimi appartenenti alla sotto-sottoclasse
| numero EC    | nome accettato                                |
| ------------ | --------------------------------------------- |
| EC 1.12.98.1 | coenzima F420 idrogenasi                      |
| EC 1.12.98.2 | 5,10-meteniltetraidrometanopterina idrogenasi |
| EC 1.12.98.3 | metanosarcina-fenazina idrogenasi             |